# Transformers (animazione)

Sigla di Transformers (G1).

I Transformers sono una serie televisiva a cartoni animati/anime originata dalla omonima linea di giocattoli esordita nel 1984, frutto di una co-produzione nippo-americana.
La prima serie a cartoni animati esordì nel 1984 e si concluse nel 1987, successivamente furono create altre serie originali in esclusiva per il Giappone fino al 1990.
Successivamente vennero realizzate altre serie, alla fine degli anni novanta e negli anni 2000. Di seguito sono elencate le principali serie in ordine cronologico.

## Elenco delle serie televisive

### Transformers: Generation 1

#### Transformers (serie animata)(1984-1987)
Nella prima serie del 1984, vengono presentati due gruppi di robot avversari: il primo, gli Autorobot (nome originale: Autobots), è guidato da Commander (Optimus Prime); il secondo, i Distructor (nome originale: Decepticons), è comandato dal malvagio Megatron. In seguito alla decisione di Optimus Prime di andare alla ricerca di una fonte di energia in grado di rivitalizzare il pianeta natale dei Transformer, Cybertron, lo scenario della guerra che da milioni di anni imperversa e distrugge il loro pianeta si sposta sulla Terra. I Transformer Autorobot precipitano con la loro astronave Arca, sulla Terra, in seguito a uno scontro nello spazio con i Distructor. La caduta dell'astronave avviene circa 4 milioni di anni prima della timeline, e i Transformers restano in uno stato di animazione sospesa fino al 1984, quando l'eruzione di un vulcano vicino all'astronave li riattiva, riaprendo così anche lo scontro tra gli Autorobot (che rappresentano i valori positivi) e i Distructor (che hanno come principale obiettivo il saccheggio di ogni forma di energia disponibile sulla Terra). La prima stagione è composta da 16 episodi mentre la seconda di 49. Con queste premesse inizia la saga definita "Generation 1" dei Transformers sulla Terra.
Ambientato tra la fine della seconda stagione e l'inizio della terza, nota come Transformers 2010, venne realizzato Transformers - The Movie, primo lungometraggio statunitense dei Transformers. La trama è ambientata nell'anno 2005 e la guerra fra gli Autorobot e i Distructor, giunti sulla Terra circa 20 anni prima, sta continuando: i Distructor sono stati cacciati dal pianeta Terra ma hanno mantenuto il controllo del pianeta natio dei Transformers, Cybertron, mentre le due lune di questo sono state conquistate degli Autorobot. Verso l'inizio assistiamo alla morte dei capi delle due fazioni: Optimus Prime muore a causa delle gravi ferite riportate ma, riesce a passare la Matrice del Comando (il simbolo del potere Autobot) a Convoy (Ultra Magnus), mentre Megatron, gravemente danneggiato, fugge assieme ad altri Decepticons a bordo di Astrotrain, da dove viene poi gettato nello spazio da Astrum (Starscream), un suo soldato da sempre infido e traditore che voleva prendere il suo posto di comando. Megatron e gli altri Decepticons alla deriva nelle profondità del cosmo finiscono poi nell'orbita del pianeta senziente Unicron che dona loro nuovi corpi robotici, riconfigurandoli e potenziandoli ma, facendo giurar loro fedeltà e dando loro la missione di distruggere la Matrice, l'unica cosa in grado di fermarlo. Megatron viene così trasformato in Galvatron, Skywarp e Thundercracker divengono rispettivamente Cyclonus e Scourge, mentre gli Insecticons vengono modificati negli Incrociatori Sweeps (dei cloni di Scourge). Successivamente la matrice del comando passerà a Folgore (Hot Rod), che diventato capo degli Autorobot si chiamerà Captain (Rodimus Prime). Dopo lo scontro con il malvagio Unicron, Rodimus Prime instaura su Cybertron la pace, mentre la testa di Unicron, morto, gira intorno a Cybertron come nuovo satellite (le due lune erano infatti state divorate da Unicron).
Siccome il lungometraggio americano tardava ad arrivare in Giappone, i nipponici realizzarono un mediometraggio di circa mezz'ora che mettesse in relazione le prime due stagioni con la terza. All'inizio dell'OAV vi è un riassunto delle prime due serie e poi l'introduzione con alcuni scontri principali tra i grandi robot componibili come Superion, Menasor, Bruticus, Devastator, e Defensor, mentre abbiamo delle brevi apparizioni di Convoy (Ultra Magnus), Guardian (Metroplex) e Trypticon (Dinosaurer).
La trama di questo mediometraggio racconta la costruzione da parte degli Autobot, con l'aiuto degli umani, di una base mobile segreta (Scramble City) all'interno di una montagna. Megatron insospettito dalla poca affluenza di Autobots in giro, ordina a Memor (Soundwave) di mandare Jena (Ravage) e gli altri a ispezionare la zona. Dopo poco Jena arrivato al punto indicato dal radar dei Decepticons, inizia a sentire una enorme energia provenire da sotto la montagna, gli Autobots se ne accorgono e iniziano lo scontro ma Ratbat riesce ad entrare nella base segreta. Non passa molto che Megatron manda Astrum (Starscream) insieme agli Escavators (Constructicons) a distruggere Scramble City. Commander (Optimus Prime) intercetta sul radar le intenzioni dei Distructors e interviene. Inizialmente Devastator ha la meglio, ma Ultra Magnus invia in aiuto di Commander gli Aerialbots che mettono in ritirata tutti i Decepticon. Una volta fatto ritorno alla base Megatron, maledice Astrum per l'ennesima volta e gli mostra la sua arma segreta per fermare gli Autobots, ossia gli Stunticons.
La terza stagione della prima serie, detta Transformers 2010, è ambientata nel 2006, un anno dopo il lungometraggio. I Decepticons sono ora confinati sul pianeta Charr, dove vivono in perenne lotta fra loro per l'energia. Cybertron è ormai un pianeta ricco, prospero e sempre più influente, insieme alla Terra, nella Federazione Galattica. Tutto questo successo non piace però ai Quintessenziani che si alleano ai Decepticons, promettendo loro Energon in cambio della distruzione degli Autobots. Nella conclusione della serie assisteremo al ritorno di Optimus Prime e all'alleanza fra le tre razze, prima nemiche, per sconfiggere l'epidemia dell'odio, causata da alcune spore diffuse da un medico senza scrupoli che voleva vendicarsi del ferimento della figlia per mano dei Decepticons.

##### Transformers: The Rebirth(1987)
Gli autori americani dopo la chiusura della terza stagione, ne hanno prodotto una quarta, The Rebirth (La rinascita), composta da soli tre episodi che non hanno niente a che fare con il seguito giapponese della terza stagione, Transformers: The Headmasters.
La serie parla dell'idea di una fusione tra esseri organici, nebulani (alieni) o umani alterati ciberneticamente, e Transformers. Gli esseri biologici erano in grado di unirsi temporaneamente ai Transformers ed agire come un solo essere, fornendo ai robot ulteriore energia o armi più potenti. (Nei fumetti Marvel i nebulani vengono inseriti nella continuity in maniera differente rispetto al cartone, divenendo protagonisti di una miniserie di quattro volumi, ma i loro personaggi saranno presenti, e in alcuni casi fondamentali, per tutta la serie regolare, fino all'ultimo albo del fumetto).
L'idea è stata impiegata anche nelle successive storie a fumetti dell'IDW Publishing, dove la tecnologia Headmasters permette ad un'organizzazione segreta di creare decine di cloni dell'Autorobot Sunstreaker pilotati da umani. Questa è la serie che conclude la continuity G1, infatti dopo quest'ultima è stata creata una quinta serie della G1, ma composta solo da episodi delle stagioni precedenti e dal lungometraggio diviso in 5 parti.

#### Transformers - The Headmasters(1987-1988)
Serie giapponese composta da 35 episodi nonché seguito (anch'essa) della terza stagione, che non tiene conto della serie americana Transformers: The Rebirth. Viene trasmessa anche in Italia con il nome The New Transformers, ma a differenza della precedente serie al posto degli esseri organici furono introdotti gli Headmasters, robot dalle dimensioni di un essere umano (abitanti di Cybertron fuggiti milioni di anni prima durante la guerra civile) che guidano dall'interno i propri veicoli (questi ultimi non sono senzienti e vengono chiamati Transtector), per poi trasformarsi nelle teste delle forme robotiche dei veicoli, per poterli controllare direttamente. I piloti possono scambiarsi corpo, modificando così la combinazione delle loro caratteristiche psichiche e fisiche (nel giocattolo questo era evidenziato da alcune parti di plastica colorata poste sull'incastro tra la testa/pilota e il robot che formavano dei simil-istogrammi). Questi Transformers fuggiaschi svilupparono anche poteri telepatici e telecinetici. A questi poi si aggiungeranno i Targetmaster, Transformers i cui compagni divengono armi e numerosi altri robot non comparsi nelle serie precedenti.
Va sottolineato che in Headmasters fanno brevi comparse parecchi personaggi delle prime serie Transformers, il cui fato era incerto dopo il lungometraggio (gli Autobot Hound, Inferno, Sideswipe, Sunstreaker, Smokescreen e Tracks; i Decepticon Dirge e Thrust) e che quindi nella continuity giapponese possono essere considerati ancora attivi.
Da Headmasters in poi la continuity giapponese si sviluppa in modo completamente indipendente, proseguendo sia con altri cartoni (in Italia di questi è stato trasmesso solo Masterforce), sia con fumetti (il termine "Headmaster" apparirà anche nella serie successiva del 2007 Transformers Animated, ma con un significato diverso: in questo caso un'unità headmaster è un apparecchio a forma di testa che è in grado di collegarsi al corpo di un robot, dopo avere rimosso la testa originale, garantendo così il controllo di tale corpo da parte di chi comanda l'unità headmaster).

#### Transformers: Super God Masterforce(1988-1989)
Transformers: Super God Masterforce è una serie giapponese che è andata in onda dal 12 aprile 1988 al 28 febbraio 1989 ed è composta da 43 episodi televisivi e quattro usciti direttamente per il mercato home video.
Anche se a livello di produzione la serie viene identificata come seguito di Transformer - The Headmasters, da un punto di vista narrativo, sotto la supervisione di Masumi Kaneda, essa rappresenta un "nuovo inizio", introducendo un nuovo cast di personaggi, piuttosto che utilizzare un qualsiasi riferimento alle serie precedenti.
Il tentativo di iniziare le cose da capo con Masterforce ha dato luogo ad alcuni errori di continuità, come l'ambientazione sulla Terra in epoca contemporanea, a differenza del canovaccio futuristico visto in precedenza.

#### Transformers: Victory(1989)
Composta da 36 episodi, ma mai stata trasmessa in Italia, in questa sesta serie vediamo comparire di nuovo Super God Ginrai, il quale ha ormai acquisito vita (o una spark) attraverso un processo poco chiaro, lasciato alla fantasia dello spettatore (forse un cloning come quello fatto da Grimlock con i Technobot nelle prime serie) [Il processo è svelato in realtà negli ultimi episodi della serie precedente]; tuttavia per una grave ferita riportata a causa di un attacco Destron, viene convertito in Victory Leo, capace di trasformarsi in jet cybertroniano e leone meccanico. Compare comunque un altro gruppo degli autobot, i Brainmasters (robot a dimensioni umane che entrano nel petto di un robot classico e modellandone volto e pensiero), tra cui figura il combiner Road Caesar e Victory Saber; quest'ultimo ha dimensioni inizialmente umane e forma robotica, ma col suo enorme mezzo aereo diviene robot di taglia media con base di difesa; fondendosi con essa diviene finalmente Star Saber, il nuovo e penultimo capo della G1 continuity; l'unione con Victory Leo darà vita a Victory Saber (da cui la serie prende il nome), che gli permetterà di sconfiggere la fazione Destron, in cui ora primeggia il capo Deszaras/Deathsaurus e il gruppo della Breastforce, i cui membri hanno la capacità di emettere dal proprio petto (similmente a Soundwave/Memor) un drone di forma felina la cui natura è riflessa nel casco del corrispettivo padrone, e capace di trasformarsi anche in unità Targetmaster. il gruppo della Breastforce compone anche un combiner detto Liokaiser. Altri elementi Autobot sono i Multiforce (capaci di combinazioni simili alla Powerlink presentata in Energon) e i Micromasters.

#### Transformers: Zone(1990)
Come la precedente, questa serie non è mai stata trasmessa in Italia, ed è oltretutto famosa per essere composta da 1 sola puntata, in cui compare comunque l'ultimo capo degli Autobot in questa continuity, ovvero Dai Atlas, assieme ai suoi compagni Sonic Bomber e Roadfire del gruppo Powered Masters; stranamente gli avversari Destron non sono nuovi, ma sono composti praticamente dai combiners/gestalt della G1 (Devastator, Menasor, Predaking, Abominus, King Poseidon) e da dei riscalati (per avere le stesse dimensioni dei precedenti, altrimenti più piccoli) Black Zarak e Trypticon, comandati dal generale Overlord.
La puntata si conclude con il passaggio del comando Autobot da Victory Saber a Dai Atlas.

### The Transformers: Generation 2(1993)
Settima serie, nata ancora una volta dalla collaborazione statunitense e nipponica, è andata in onda tra il 1993 e il 1995, suddivisa in due stagioni, la prima composta da 13 episodi, mentre la seconda di 39. È praticamente una rinarrazione di Transformers (G1), ma con sequenze e rimaneggiamenti in Computer Grafica.
È stata trasmessa anche in Italia negli anni '90, su Italia 1 ad orario mattutino; utilizzava il doppiaggio storico italiano e per la prima volta, una sigla italiana cantata da Christian Draghi al posto di quella originale. A causa dello scarso successo, questa versione non è mai stata replicata da nessun altro canale TV italiano.

### Beast Wars

#### Rombi di tuono e cieli di fuoco per i Biocombat(1996-1999)
Rombi di tuono e cieli di fuoco per i Biocombat (in lingua originale Beast Wars) fu una serie rivoluzionaria nella storia dei Transformers, non solo per il suo radicale cambiamento nell'animazione, ma anche per la presenza dei personaggi, che di fatto, rappresentano delle nuove entrate. La serie fu realizzata completamente in computer grafica dal 1996 al 1999 dalla società canadese Mainframe, su commissione della Kenner, società controllata della Hasbro, licenziataria del merchandise e produttrice di tutti i giocattoli derivati dai Transformers per il mercato occidentale.
I personaggi non si trasformano più da veicoli terrestri a robot, bensì da animali a robot. Questo è un elemento totalmente nuovo nel panorama dei Transformers e l'idea fu accolta con molto entusiasmo da parte dei fans. Gli Autorobot (Autobot) e i Distructor (Decepticon) vengono sostituiti rispettivamente dai Maximal e dai Predacon (quest'ultimo nome fu già utilizzato nella prima generazione: ciò ha suscitato molto clamore e molte teorie per giustificare, nella continuity, la presenza di questa fazione).
Gli eventi di Biocombat hanno luogo in una continuity intermedia tra l'inizio e la fine del primo episodio di G1, come in una sorta di prequel della serie storica. In questa serie i Maximal (discendenti degli Autobot) devono impedire ai Predacon (discendenti dei Decepticon), sotto la guida del malvagio tiranno Megatron, di aiutarli a vincere la Grande Guerra del 1984, prima di riprendere vita.

#### Beast Wars II(1998-1999)
Serie in animazione classica creata in Giappone per colmare l'attesa creata tra la prima e la seconda stagione di "Beast Wars". Ambientata 10.000 anni dopo Beast Machines, in questa serie si vedono nuovi e carismatici personaggi, come ad esempio Lio Convoy capo del gruppo "Cybertron" (che ha come modalità animale un leone bianco con criniera dorata) e Galvatron, capo del gruppo "Destron" (con modalità animale/veicolare di un drago o trivella).
Molti dei personaggi che nella serie Beast Wars hanno solo la versione modellino, qui in BWII (e nel suo seguito BWNEO) vengono integrati nello show e spesso con una nuova colorazione rispetto al modellino originale. Da questa serie è stato anche tratto un lungometraggio di 47 minuti, intitolato Beast Wars II: Lio Convoy's Close Call!.

#### Beast Wars Neo(1998-1999)
Serie in animazione classica creata in Giappone che risulta essere il sequel di Beast Wars II. In questa serie si vedono nuovi personaggi, come ad esempio Big Convoy capo del gruppo "Cybertron" (la modalità animale è quella di un Mammoth) e Magmatron, capo del gruppo "Destron", il quale ha la caratteristica di essere un combiner ovvero, in modalità alternativa, è composta da tre dinosauri che si combinano insieme, mentre singolarmente dominano in aria (pteranodonte), in acqua (plesiosauro) e terra (tirannosauro). Molti dei personaggi che nella serie Beast Wars hanno solo la versione modellino, in questo show vengono integrati spesso con una nuova colorazione (recolor) rispetto al modellino originale.

#### Beast Machines: Transformers(1999-2000)
Serie in computer grafica, si presenta come il sequel diretto della serie animata Rombi di tuono e cieli di fuoco per i Biocombat (Beast Wars), ambientato su Cybertron. Infatti Beast Wars vede i Maximal trionfare e ritornare sul pianeta d'origine dei Transformers, portandosi al seguito Megatron prigioniero.
Nonostante si ripresentino cinque personaggi della serie originale (oltre a Optimus Primal e Megatron, compaiono Blackarachnia, Rattrap e Cheetor, rispettivamente in Beast Wars Black Jack, Megatron, Blackaracnia, Rattilus e Ghepard), essi sono stati rivisitati e hanno nuove modalità animali; in pratica la loro forma animale non è più strettamente tale o metallizzata, bensì è un misto di parti organiche e robotiche. I gruppi presenti nella serie sono i "Maximal" ,guidati da Optimus Primal e i "Vehicons", guidati da Megatron. Quest'ultimo presenta la stessa forma animale che aveva alla fine della terza serie di Beast Wars, ma tenta più volte di liberarsi della corazza animale e di tornare alla vecchia forma robotica. L'unico Predacon sopravvissuto è Punginator, che però Megatron convertirà in un Vehicon di nome Thrust. Inoltre, due dei Maximal delle tre serie originarie, Rhinox e Grifo, (in Beast Machines con il nome di Rhinox e Silverbolt), riappaiono come Vehicons: il primo lo è diventato intenzionalmente, il secondo perché costretto da Megatron.
In Italia gli episodi non sono mai stati trasmessi in televisione. Dal 2007 sono stati messi in vendita due box set DVD contenenti ciascuno tutti i 13 episodi di ogni stagione.

### Transformers: Robots in Disguise(anime 2000)
La serie Robots in Disguise si trova formalmente in una nuova continuity. Con 39 episodi, i Transformers dopo il successo di Beast Wars tornano a trasformarsi in veicoli e la serie è di nuovo in animazione classica giapponese. Come ulteriore conferma del ritorno alla serie classica, anche i nomi dei personaggi ricordano quelli storici.
Le due fazioni si chiamano Autobot e Decepticon (anche se questi ultimi compaiono solo successivamente, e al fianco dei cattivi dei primi episodi di nome Predacon). I due comandanti sono rispettivamente l'eroico Optimus Prime e il malvagio Megatron (in seguito risorto come Galvatron).
Da notare che questi due Transformers benché abbiano lo stesso nome dei personaggi storici della prima generazione, non sono gli stessi. Inoltre, questi robot combattono tra di loro solo per il motivo della dominazione dei malvagi Predacon e dei Decepticon sugli umani.
Come in Beast Wars, i Predacon risultano più simpatici dei protagonisti, in quanto solitamente più approfonditi nella caratterizzazione e più divertenti nelle gag (in modo particolare il secondo in comando di questi: lo squalo Sky-Byte, spesso preso in giro da amici e nemici che si legherà molto a un ragazzo umano di nome Koji Onishi, il caro amico di Optimus Prime e degli Autobot), anche se tra gli Autobot non mancano scene divertenti, specialmente con protagonista Side Burn, uno dei tre Fratelli Autorobot che ha il vizio d'innamorarsi di ogni macchina rossa sportiva che vede, macchine che spesso hanno come pilota una ragazza di nome Kelly (innervosita dal fatto che la corte sia fatta alla macchina e non a lei) che in ogni episodio si ritrova coinvolta negli scontri di Autobot, Predacon e Decepticon.

### Transformers: Trilogia Unicron
Con l'arrivo delle nuove collezioni di modellini della Hasbro (Robots in Disguise era la versione americana della linea Car Robots, prodotta dalla giapponese Takara) vengono commissionate in Giappone le relative serie tv: Transformers: Armada (nota in Asia come Micron Legend), Transformers: Energon (Superlink) e Transformers: Cybertron (Galaxy Force).

#### Transformers: Armada(2002-2003)
Transformers Armada introduce una terza specie di robot, i Minicon (Micron, da cui il titolo Micron Legend); cugini minori di Autobot e Decepticon, pressappoco della taglia degli umani, i Minicon nascondono nel proprio corpo immense riserve di potere, e questo li catapulta nel conflitto tra le due fazioni; ogni Transformer di taglia normale può collegarsi ad un Minicon sbloccando armi e poteri nascosti, in modo simile a quanto avveniva con i Targetmaster visti in alcune serie e fumetti precedenti legati alla continuity originaria. Dalla collezione Armada è stato tratto un gioco per PS2, chiamato semplicemente Transformers (il nome di lavorazione era Transformers Armada: Prelude to Energon).
Il numero di Autobot e Decepticon presenti in queste serie è piuttosto basso, in favore di circa una ventina/trentina di Minicon (quelli originali, senza contare le ricolorazioni). Alla fine della storia appare perfino il mostruoso Unicron, una sorta di "dio della distruzione" delle dimensioni di una Luna (la forma alternativa in cui orbitava dormiente intorno a Cybertron) intenzionato ad annientare indiscrinatamente tutti i Transformers. Il nome e il character design del personaggio si rifanno al suo omonimo apparso 15 anni prima nel film animato di Generation 1 e nei relativi fumetti Marvel.

#### Transformers: Energon(2004)
Transformers: Energon è ambientata 10 anni dopo la battaglia contro Unicron e mostra il pianeta Cybertron tornato ai suoi splendori, mentre gli Autobot ricostruiscono la loro casa e cercano l'Energon (la loro fonte di energia) nella galassia fondando città minerarie. I Decepticon sono ormai rassegnati ad aspettare una occasione di riscatto, che tuttavia non sembra immediata: il collante che li univa era Megatron, scomparso nelle viscere di Unicron. Il divoratore di mondi è infatti sopravvissuto, e tramite una creatura chiamata Alpha Q (Q come Quintessenziali, i villain dalle 5 facce della terza stagione di Generation 1) sta reclutando Decepticon allo sbando come Scorponok e potenzia le loro file con i Terrorcons (transformers con forme animali capaci di masticare il pericoloso energon grezzo e raffinarlo in un combustibile che tutti possono toccare e usare), affinché lo riforniscano di energon; così potrà tornare pienamente attivo. Dal canto suo, Megatron non ha sprecato 10 anni vegetando: ha assorbito un po' della forza e dei poteri di Unicron, oltre al controllo di una delle sue sezioni che ha costruito un nuovo corpo per lui; al suo ritorno prelude alla resa dei conti col suo ex-soldato Scorponok. Gli Autobot, aiutati dagli umani (con cui hanno stipulato un accordo di cooperazione) e dagli Omnicon (equivalente dei Terrorcon, ma con forme veicolo, prodotti in serie in fabbrica e dotati di senzietà) si oppongono alle 2 parti in causa in una nuova guerra; per contrastare i Decepticon potenziati da Unicron, Prime riceve da Primus (il Dio creatore dei Transformers) la Scintilla di Combinazione, permettendo a coppie di Autobot di fondersi in transformer più grossi e potenti. La storia vedrà una seconda distruzione di Unicron, l'annichilimento della sua scintilla vitale e la morte di Megatron e Starscream (che poco somiglia al robot di Armada; Megatron gli cancella la memoria rendendolo un soldato ubbidiente e lo riprende con sé senza dar segno di conoscerlo, ma prima è Alpha Q a crearlo apparentemente dal nulla per uccidere sia Megatron che Prime; in Superlink il nome è Nightscream, come prova che non sono la stessa persona).
Abbandonando il disegno a mano di Armada, Energon punta sulla CG per i modelli transformer, lasciando all'animazione tradizionale umani e paesaggi.

#### Transformers: Cybertron(2005-2006)
Mentre Transformers: Armada e Transformers Energon sono state pensate in America e prodotte in Giappone, Transformers: Cybertron è una creatura del tutto nipponica come la linea; Armada e Energon sono creature della Hasbro, poi tradotte dalla Takara in Micron Legend e Superlink (termine usato per rendere l'americano Powerlink o Powerlinx, ovvero l'unione di più transformer in uno). Cybertron è nata dall'importazione dei modellini della linea Galaxy Force, a cui sono stati aggiunti pezzi originali e le solite ricolorazioni.
Galaxy Force si distacca dalla continuity Micron Legend/Superlink per lanciare gli Autobot (Cybertron) in una corsa contro il tempo e i Decepticon (Destron); obiettivo 4 chiavi, le Cyber Planet Keys, capaci di attivare poteri nascosti (come i Minicon in Armada), ma soprattutto di attivare un meccanismo detto Omega Lock che risveglierà Primus dal suo sonno; il padre creatore dei robot mutaforma è l'unico essere col potere di chiudere un buco nero che sta risucchiando tutti i corpi celesti del creato. Le chiavi furono nascoste dalle prime colonie di transformers su 4 diversi pianeti: la Terra, Jungle Planet (Animatron), Speed Planet (Velocitron) e Giant Planet (Gigantion); Megatron, apparso dal buco e potenziatosi con l'armatura di Unicron, ostacolerà come sempre Prime e gli Autobot, finendo per venire sconfitto sul finale dopo essersi potenziato ulteriormente e diventando Galvatron. Da notare la presenza in Galaxy Force dei leader dei vari pianeti con il nome che termina per 'Convoy'.
La traduzione e la trasposizione in Transformers Cybertron, tentando di ricollegare la trama alla continuity, hanno alterato non poco della struttura generando incongruenze e vuoti nella storia:
1. I Transformer non sono mai stati sulla Terra.
2. Hot Shot (Exillion) è tornato il giovane sé di Armada, con un look che assomiglia a quello di Hot Rod, tranne che per i colori; tant'è che la Takara ne ha prodotto una versione giocattolo rosso-arancio più somigliante al suo antenato.
3. Armada Red Alert, professione medico, sparito in Energon, riappare qui con qualche leggero cambiamento strutturale; i modellini giapponesi in verità si chiamano Micron Legend Ratchet (dal nome del dottore medico della G1) e Galaxy Force First Aid (altro dottore, era l'ambulanza dei G1 Protectobot, e formava il braccio destro del combinato Defensor).
4. Nitro Convoy di Velocitron, al momento di diventare Override di Speed Planet, è passato da maschio a femmina.
5. I Transformer non conoscono i Minicon, le cui origini sono legate a Giant Planet.
6. Il buco nero è stato causato dalla fine di una stella nata dopo la dipartita di Unicron, malgrado il finale di Energon facesse capire che la questione era risolta.
7. Megatron è resuscitato dal buco nero costruendosi un nuovo corpo con i pezzi di Unicron.
8. Starscream, morto in Armada prima e in Energon poi, perde il carattere indipendente della prima e ubbidiente della seconda per tornare alle origini di G1, complottando alle spalle.
9. Da Rodimus Prime/Rodimus Convoy di G1, Convoy è diventato un sinonimo di Prime, o quantomeno di Optimus; l'elenco comprende G1 Optimus Prime/G1 Convoy, G1 Rodimus Prime/G1 Rodimus Convoy, BW Optimus Primal/Beast Convoy, CR Fire Convoy/RiD Optimus Prime, Armada Optimus Prime/Micron Legend Convoy, Energon Optimus Prime/Superlink Grand Convoy, Energon Rodimus (Prime o no, non è sicuro)/Superlink Rodimus Convoy; a questi si aggiungono i capi dei 5 pianeti della storia (i 4 già citati più Cybertron).
10. Galaxy Convoy/Optimus Prime (leader di Cybertron).
11. Live Convoy/Evac (capo degli Autobot nascosti sulla Terra).
12. Flame Convoy/Scourge (dittatore di Beast Planet, diventerà un Decepticon per poi allearsi con gli Autobot).
13. Nitro Convoy/Override (leader di Speed Planet, è una delle poche Transformers donna).
14. Megalo Convoy/Metroplex (leader di Giant Planet, dal nome della città-fortezza-robot di G1).

L'animazione è ancora in CG per i robot, ma è molto più fluida.

### Transformers Animated(2007-2009)
Transformers Animated è una nuova serie (andata in onda in America su Cartoon Network dal 26 dicembre 2007, ed in Italia su Italia 1 dal 2008), realizzata in contrasto con le ultime produzioni del franchise, con animazione 2D e disegni meno realistici: ad esempio, durante le trasformazioni molti dettagli dei veicoli scompaiono nelle versioni robotiche, e mentre parlano, i veicoli sembrano piegare vistosamente la propria carrozzeria.
La trama riguarda un gruppo di cinque Autobot (Optimus Prime, Ratchet, Bumblebee, Bulkhead e Prowl), che vengono attaccati da Megatron dopo aver trovato l'Allspark. Starscream tradisce Megatron, con l'obiettivo di prenderne il posto, ma fallisce. Gli Autobot finiscono sulla Terra, in una Detroit di un futuro non troppo lontano, dove stringono amicizia con Sari, una bambina. Una chiave elettronica che Sari porta al collo viene in contatto con l'Allspark, e ne acquisisce parte dei poteri, divenendo così in grado, ad esempio, di salvare transformers in punto di morte, ma non solo. La chiave dimostra di avere una "volontà" propria, talvolta attivandosi autonomamente. Il padre di Sari è uno scienziato e tiene nascoste le poche parti del corpo di Megatron che ha trovato, studiandole. La mente di Megatron si riattiva ed inganna l'uomo, in modo da sfruttare i suoi macchinari, in attesa di poter ricostruire il proprio corpo (smembrato dall'attrito entrando nell'atmosfera terrestre), e non fargli rivelare la propria esistenza agli Autobot.

### Continuità "Allineata"

#### Transformers: Prime(2010-2013)
Serie animata realizzata completamente in computer grafica (similmente a quanto fatto per Beast Wars) dagli Stati Uniti, e trasmessa da canale Hub Network. La mini-serie composta da 5 episodi, negli U.S.A. ha avuto un modesto successo, tanto da confermare la prima e seconda stagione, composte da 21 episodi la prima e 26 la seconda.
A partire dall'11 settembre 2011, la serie viene trasmessa su Italia 1 con frequenza nei giorni di Sabato e Domenica ed ha una durata di 22 minuti circa. La serie è un'ennesima rivisitazione della G1, basato sul videogioco Transformers: War for Cybertron. I produttori, nonché sviluppatori, sono gli sceneggiatori dei primi due film della trilogia di Michael Bay, ovvero Roberto Orci e Alex Kurtzman. La missione degli Autobot è di sconfiggere i Decepticon, aiutati però dal Dark Energon. Le due squadre uniranno le forze per sconfiggere il potente Unicron, e Optimus perderà la memoria per salvare i suoi alleati.
La seconda stagione è andata in onda su Cartoon Network dall'8 ottobre 2012: gli Autobot dovranno provare in tutti i modi a far tornare la memoria al loro leader, Optimus Prime, ora chiamato Orion Pax e al servizio di Megatron.

#### Transformers: Rescue Bots(2012-2016)
Nuova serie animata realizzata dalla Hasbro e trasmessa dal canale Hub Network, è dedicata ad un pubblico di bambini giovani, al contrario di Transformers: Prime, adatta più ad un pubblico adolescente. Trasmessa a partire dal 2012, sono stati anticipati due episodi il 17 dicembre 2011 negli Stati Uniti. Rientra nella "continuità allineata" essendo la sua trama contemporanea a quella di Transformers Prime e dell'inizio di Robots in disguise (2015).

### Transformers: War for Cybertron Trilogy(2020-2021)
Nel 2019 la Hasbro annuncia una nuova serie animata in collaborazione con Netflix, dal titolo "Transformers: War for Cybertron Trilogy". La serie prende spunto sia dall'omonima serie di giocattoli, sia dal videogioco del 2010, proseguendo con una nuova linea temporale. La serie è divisa in 3 archi narrativi da 6 episodi ciascuno; i primi due, intitolati "Assedio" e "Il sorgere della Terra", sono stati distribuiti il 30 luglio e il 30 novembre 2020 sulla piattaforma di streaming; il terzo e ultimo arco, intitolato "Regno", infine è stato distribuito nel luglio 2021.

### Transformers: EarthSpark(2022-2024)
Transformers: EarthSpark è una serie animata per bambini dedicata ai Transformers, annunciata il 25 febbraio 2021, viene distribuita in America con una prima stagione a partire dal 3 marzo 2022 fino al 10 febbraio 2023; in seguito viene sviluppata anche una seconda stagione.